# Tik Teleu
Tik Teleu is een bestuurslaag in het regentschap Lebong van de provincie Bengkulu, Indonesië. Tik Teleu telt 663 inwoners (volkstelling 2010).